# 刘营镇 (三台县)
刘营镇，是中华人民共和国四川省绵阳市三台县下辖的一个乡镇级行政单位。

## 行政区划
刘营镇下辖以下地区：
正街社区、潼绵街社区、卫星村、机坪村、大围村、新建村、五洋村、映河村、龙沟村、杨家碥村、梁坪村、菩堤村、青松村、土地村、三道河村、青龙村、黄泥井村、黄荆村、转江寺村、转龙村、安乐寺村、马家村、柏木村、新乐村、响滩村、伴月村、响桥村、赵埝村和石家村。